# (12680) Bogdanovich
(12680) Bogdanovich est un astéroïde de la ceinture principale.

## Description
(12680) Bogdanovich est un astéroïde de la ceinture principale. Il fut découvert le 6 mai 1981 à l'Observatoire Palomar par Carolyn S. Shoemaker. Il présente une orbite caractérisée par un demi-grand axe de 2,19 UA, une excentricité de 0,07 et une inclinaison de 3,5° par rapport à l'écliptique.

## Compléments